# Вибори до Бундестагу 2025
Дострокові вибори до Бундестагу у Німеччині відбулися 23 лютого 2025 року.
Упевнене перше місце посіло об'єднання ХДС/ХСС — 28,5 %. Вибори зафіксували найбільшу явку з часів падіння Берлінської стіни — 82,5 %. Головними темами виборів були економіка (німецька економіка, найбільша економіка в Євросоюзі, не зростала два роки поспіль), міграція (низка терактів в останні місяці) та європейська безпека (війна в Україні).
Вибори були заплановані на осінь 2025 року, але внаслідок кризи в правлячій коаліції і відставки 6 листопада 2024 року глави ВДП Крістіана Лінднера з посади міністра фінансів, Олаф Шольц оголосив про проведення вотуму довіри в Бундестазі в січні 2025 і призначення нових виборів у березні того ж року. 12 листопада ХДС/ХСС, СДПН та «Зелені» погодили дату оголошення уряду Олафа Шольца вотуму недовіри 16 грудня 2024 року, а також дату дострокових виборів 23 лютого 2025 року. Того ж дня дату дострокових виборів було затверджено президентом країни Франком-Вальтером Штайнмаєром.

## Дата
Згідно з Основоположним законом ФРН, вибори до Бундестагу мають відбутися не раніше, ніж за 46 місяців від початку роботи чергового скликання, і не пізніше ніж за 48 місяців. Оскільки голосування може відбуватися лише в неділю або в день державного свята, існує обмежений набір варіантів: 31 серпня, 7, 14, 21, 28 вересня, 3, 5, 12, 19 або (найпізніше) 26 жовтня 2025 року. Починаючи з 1998 року вибори завжди проводяться в останню або передостанню неділю вересня, але остаточне рішення з цього питання має бути прийняте президентом після погодження з федеральним та регіональними урядами .
У випадку, якщо 20-те скликання Бундестагу припинило б роботу достроково, то вибори мали пройти не пізніше, ніж через 60 днів після цієї події. 16 грудня 2024 року парламент виніс вотум недовіри уряду Олафа Шольца. 27 грудня Федеральний президент Німеччини Франк-Вальтер Штайнмаєр на прохання канцлера Олаф Шольца розпустив 20-й склад Бундестагу і призначив дострокові парламентські вибори на 23 лютого 2025 року.

## Опитування громадської думки

Середня крива опитувань про партійні переваги на парламентських виборах 2025 року:

## Контекст виборів
На виборах у 2021 році перемогу здобула Соціал-демократична партія Німеччини, яка сформувала коаліцію зі Вільною демократичною партією та «Зеленими» (разом вони здобули близько 52 % голосів). Завдяки цьому канцлером став Олаф Шольц. На виборах до Європейського парламенту у червні 2024 року три партії, що входять до правлячої коаліції, змогли набрати лише 31 % голосів; проте Шольц заявив, що знову братиме участь у виборах. У вересні коаліційні партії програли місцеві вибори в Саксонії та Тюрінгії, а в Бранденбурзі СДПН вдалося лише трохи випередити АдН. У листопаді уряд не зміг затвердити проєкт держбюджету на 2025 рік через розбіжності між лівоцентристами із СДПН та правоцентристами зі ВДП, що призвело до відставки міністрів-лібералів, розвалу коаліції та початку політичної кризи.

## Партії
У всіх 16 землях представлені СДПН, «Зелені», «Альянс за Німеччину», ВДП, Ліві, «Альянс Сари Вагенкнехт», «Вільні виборці», Вольт, Марксисти-Ленінці, «Альтернатива для Німеччини». У 15 землях, крім Баварії представлений ХДС, у Баварії ХСС, У Шлезвіг-Гольштейні Спілка південношлезвігських виборців, ще кілька партій балотуються не в усіх землях. Загалом висунуто 229 земельних списків. 64 земельних списків було відхилено.

## Результати
|                                   |                                                        |                        |                        |                        |                            |                            |                            |        |             |
| Партія                            | Партія                                                 | За партійними списками | За партійними списками | За партійними списками | За одномандатними округами | За одномандатними округами | За одномандатними округами | Всього | Зміна       |
| Партія                            | Партія                                                 | Голосів                | %                      | Місць                  | Голосів                    | %                          | Місць                      | Всього | Зміна       |
|                                   | Християнсько-демократичний союз Німеччини              | 11 194 700             | 22,55                  | 36                     | 12 601 967                 | 25,46                      | 128                        | 164    | ▲ 12        |
|                                   | Альтернатива для Німеччини                             | 10 327 148             | 20,80                  | 110                    | 10 175 438                 | 20,56                      | 42                         | 152    | ▲ 69        |
|                                   | Соціал-демократична партія Німеччини                   | 8 148 284              | 16,41                  | 76                     | 9 934 614                  | 20,07                      | 44                         | 120    | ▼ 86        |
|                                   | Союз 90/Зелені                                         | 5 761 476              | 11,61                  | 73                     | 5 442 912                  | 11,00                      | 12                         | 85     | ▼ 33        |
|                                   | Ліві                                                   | 4 355 382              | 8,77                   | 58                     | 3 932 584                  | 7,94                       | 6                          | 64     | ▲ 25        |
|                                   | Християнсько-соціальний союз                           | 2 963 732              | 5,97                   | 0                      | 3 271 730                  | 6,61                       | 44                         | 44     | ▼ 1         |
|                                   | Альянс Сари Вагенкнехт                                 | 2 468 670              | 4,97                   | 0                      | 299 226                    | 0,60                       | 0                          | 0      | нова партія |
|                                   | Вільна демократична партія                             | 2 148 878              | 4,33                   | 0                      | 1 623 351                  | 3,28                       | 0                          | 0      | ▼ 92        |
|                                   | Вільні виборці                                         | 769 170                | 1,55                   | 0                      | 1 254 488                  | 2,53                       | 0                          | 0      | 0           |
|                                   | Партія людини довколишнього середовища захисту тварин  | 482 032                | 0,97                   | 0                      | 82 485                     | 0,17                       | 0                          | 0      | 0           |
|                                   | Вольт Німеччина                                        | 355 146                | 0,72                   | 0                      | 391 577                    | 0,79                       | 0                          | 0      | 0           |
|                                   | ПАРТІЯ                                                 | 242 806                | 0,49                   | 0                      | 122 386                    | 0,25                       | 0                          | 0      | 0           |
|                                   | Істинна демократична партія Німеччини                  | 85 557                 | 0,17                   | 0                      | 41 903                     | 0,08                       | 0                          | 0      | 0           |
|                                   | Альянс Німеччина                                       | 79 012                 | 0,16                   | 0                      | 88 046                     | 0,18                       | 0                          | 0      | нова партія |
|                                   | Асоціація південношлезвізьких виборців                 | 76 126                 | 0,15                   | 1                      | 58 773                     | 0,12                       | 0                          | 1      | 0           |
|                                   | Екологічна демократична партія                         | 49 730                 | 0,10                   | 0                      | 54 641                     | 0,11                       | 0                          | 0      | 0           |
|                                   | Команда Тоденхефер                                     | 24 558                 | 0,05                   | 0                      | 9757                       | 0,02                       | 0                          | 0      | 0           |
|                                   | Партія прогресу                                        | 21 377                 | 0,04                   | 0                      | 1282                       | 0,00                       | 0                          | 0      | 0           |
|                                   | Марксистско-ленініська партія Німеччини                | 19 876                 | 0,04                   | 0                      | 24 208                     | 0,05                       | 0                          | 0      | 0           |
|                                   | Партія гуманістів                                      | 14 446                 | 0,03                   | 0                      | 1873                       | 0,00                       | 0                          | 0      | 0           |
|                                   | Партія піратів Німеччини                               | 13 809                 | 0,03                   | 0                      | 2152                       | 0,00                       | 0                          | 0      | 0           |
|                                   | Партія Баварії                                         | 12 315                 | 0,02                   | 0                      | 5784                       | 0,01                       | 0                          | 0      | 0           |
|                                   | Союз C — Христиани за Німеччину                        | 11 784                 | 0,02                   | 0                      | 2021                       | 0,00                       | 0                          | 0      | 0           |
|                                   | МЕРА25                                                 | 7128                   | 0,01                   | 0                      |                            |                            |                            | 0      | нова партія |
|                                   | Союз цінностей                                         | 6803                   | 0,01                   | 0                      | 2844                       | 0,01                       | 0                          | 0      | нова партія |
|                                   | Солідарність рух за громадські права                   | 719                    | 0,00                   | 0                      | 1303                       | 0,00                       | 0                          | 0      | 0           |
|                                   | Людський мир                                           | 694                    | 0,00                   | 0                      |                            |                            |                            | 0      | 0           |
|                                   | Партія соціалістичної рівності                         | 425                    | 0,00                   | 0                      | 73                         | 0,00                       | 0                          | 0      | 0           |
|                                   | Партія за біомедичні дослідження в області омолодження | 304                    | 0,00                   | 0                      |                            |                            |                            | 0      | 0           |
|                                   | Безпартійні кандидати                                  |                        |                        |                        | 70 110                     | 0,14                       | 0                          | 0      | 0           |
| Загальна інформація               |                                                        |                        |                        |                        |                            |                            |                            |        |             |
| Дійсні бюлетені                   | Дійсні бюлетені                                        | 49 642 087             | 99,43                  |                        | 49 498 186                 | 99,14                      |                            |        |             |
| Пусті та недійсні бюлетені        | Пусті та недійсні бюлетені                             | 285 228                | 0,57                   |                        | 429 129                    | 0,86                       |                            |        |             |
| Всього                            | Всього                                                 | 49 927 315             | 100,00                 | 354                    | 49 927 315                 | 100,00                     | 276                        | 630    |             |
| Зареєстровані виборці/явка        | Зареєстровані виборці/явка                             | 60 490 603             | 82,54                  |                        | 60 490 603                 | 82,54                      |                            |        |             |
| Джерело:Federal Returning Officer |                                                        |                        |                        |                        |                            |                            |                            |        |             |

| Частка голосів за партійні списки за федеральними землями | Частка голосів за партійні списки за федеральними землями | Частка голосів за партійні списки за федеральними землями | Частка голосів за партійні списки за федеральними землями | Частка голосів за партійні списки за федеральними землями | Частка голосів за партійні списки за федеральними землями | Частка голосів за партійні списки за федеральними землями | Частка голосів за партійні списки за федеральними землями | Частка голосів за партійні списки за федеральними землями |
| Земля                                                     | ХДС                                                       | АдН                                                       | СДП                                                       | Зелені                                                    | Ліві                                                      | АСВ                                                       | ВДП                                                       | Інші                                                      |
| --------------------------------------------------------- | --------------------------------------------------------- | --------------------------------------------------------- | --------------------------------------------------------- | --------------------------------------------------------- | --------------------------------------------------------- | --------------------------------------------------------- | --------------------------------------------------------- | --------------------------------------------------------- |
| Шлезвіг-Гольштейн                                         | 26.2%                                                     | 16.3%                                                     | 19.2%                                                     | 15.0%                                                     | 8.3%                                                      | 3.5%                                                      | 4.5%                                                      | 6.5%                                                      |
| Мекленбург-Передня Померанія                              | 17.8%                                                     | 35.1%                                                     | 12.4%                                                     | 5.4%                                                      | 12.0%                                                     | 10.5%                                                     | 3.2%                                                      | 3.6%                                                      |
| Гамбург                                                   | 20.8%                                                     | 10.9%                                                     | 22.7%                                                     | 19.3%                                                     | 14.4%                                                     | 4.0%                                                      | 4.5%                                                      | 3.4%                                                      |
| Нижня Саксонія                                            | 27.9%                                                     | 18.2%                                                     | 23.4%                                                     | 11.2%                                                     | 7.9%                                                      | 3.8%                                                      | 4.0%                                                      | 3.6%                                                      |
| Бремен                                                    | 20.5%                                                     | 15.1%                                                     | 23.1%                                                     | 15.6%                                                     | 14.8%                                                     | 4.3%                                                      | 3.5%                                                      | 3.0%                                                      |
| Бранденбург                                               | 18.09%                                                    | 32.5%                                                     | 14.81%                                                    | 6.59%                                                     | 10.7%                                                     | 10.7%                                                     | 3.25%                                                     | 3.4%                                                      |
| Саксонія-Ангальт                                          | 19.1%                                                     | 37.2%                                                     | 10.9%                                                     | 4.4%                                                      | 10.8%                                                     | 11.2%                                                     | 3.1%                                                      | 3.3%                                                      |
| Берлін                                                    | 18.3%                                                     | 15.1%                                                     | 15.2%                                                     | 16.9%                                                     | 19.9%                                                     | 6.6%                                                      | 3.8%                                                      | 4.2%                                                      |
| Північний Рейн-Вестфалія                                  | 32.5%                                                     | 17.1%                                                     | 19.0%                                                     | 11.8%                                                     | 7.4%                                                      | 4.0%                                                      | 4.4%                                                      | 3.8%                                                      |
| Саксонія                                                  | 19.4%                                                     | 37.6%                                                     | 8.5%                                                      | 3.6%                                                      | 11.8%                                                     | 9.1%                                                      | 3.1%                                                      | 4.4%                                                      |
| Гессен                                                    | 28.9%                                                     | 17.8%                                                     | 18.4%                                                     | 12.6%                                                     | 8.7%                                                      | 4.4%                                                      | 5.0%                                                      | 4.2%                                                      |
| Тюрингія                                                  | 17.5%                                                     | 38.8%                                                     | 8.7%                                                      | 4.5%                                                      | 15.3%                                                     | 9.5%                                                      | 2.8%                                                      | 2.5%                                                      |
| Рейнланд-Пфальц                                           | 31.8%                                                     | 20.2%                                                     | 18.6%                                                     | 9.5%                                                      | 6.1%                                                      | 4.1%                                                      | 4.7%                                                      | 4.9%                                                      |
| Баварія                                                   | 37.1%                                                     | 19.1%                                                     | 11.5%                                                     | 11.9%                                                     | 5.8%                                                      | 3.1%                                                      | 4.1%                                                      | 7.2%                                                      |
| Баден-Вюртемберг                                          | 32.8%                                                     | 21.7%                                                     | 14.0%                                                     | 11.3%                                                     | 5.6%                                                      | 4.2%                                                      | 6.2%                                                      | 4.3%                                                      |
| Саар                                                      | 26.5%                                                     | 20.4%                                                     | 22.1%                                                     | 8.1%                                                      | 8.0%                                                      | 6.0%                                                      | 4.2%                                                      | 4.7%                                                      |